# Copernicus (cràter)
|  | Aquest article tracta sobre el cràter lunar. Si cerqueu el cràter marcià , vegeu «Copernicus (cràter marcià)». |

Copernicus és un cràter d'impacte lunar que porta el nom de Nicolau Copèrnic, ubicat a la part oriental d'Oceanus Procellarum. Conté cràters que es van formar durant el període copernicà en què té un sistema de raigs prominent sistema de rajos.

Localització de Copernicus (meitar superior esquerra de la imatge)
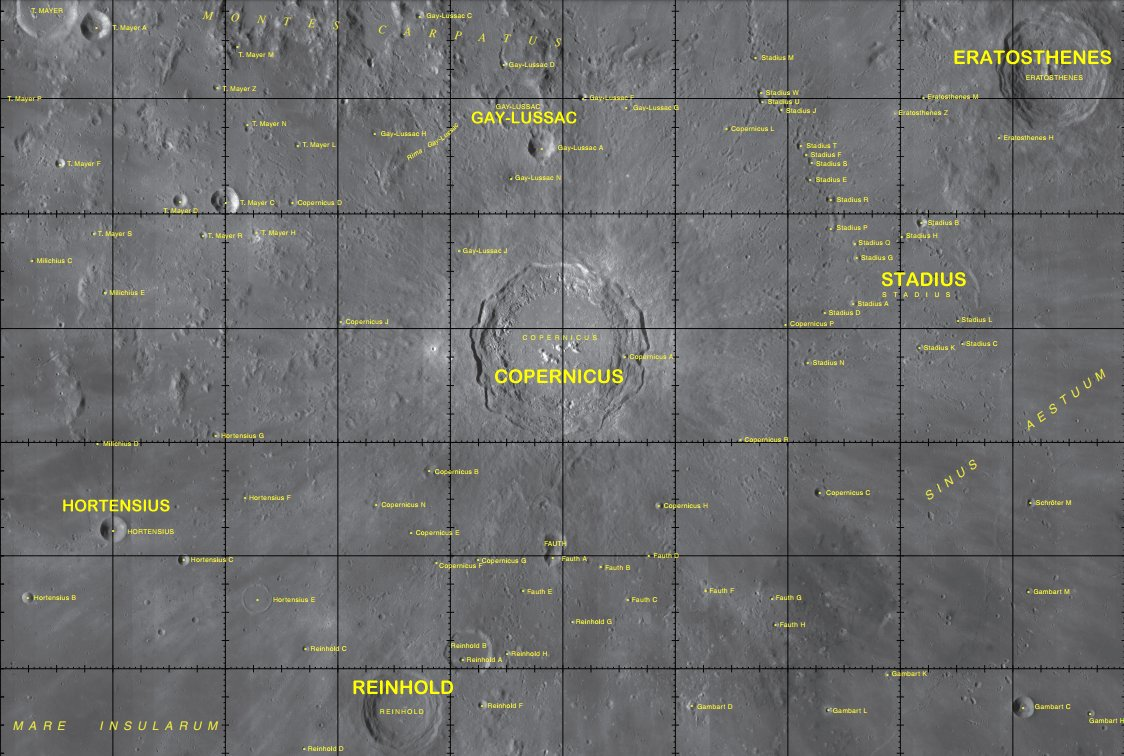
Localització de Copernicus (centre de la imatge) (imatge del LRO)